# Kế Xuân Hoa
Kế Xuân Hoa (tiếng Anh: Ji Chunhua, tiếng Trung: 计春华; 20 tháng 7 năm 1961 – 11 tháng 7 năm 2018) là một nam diễn viên và nhà biểu diễn võ thuật người Trung Quốc. Giống như Lý Liên Kiệt và Vu Thừa Huệ, ông là một võ sĩ Wushu được đào tạo tại Trung Quốc đại lục. Ông bị mắc bệnh rụng tóc và lông mày từ nhỏ và luôn được giao đóng vai phản diện trong các bộ phim có Lý Liên Kiệt đóng. Kế Xuân Hoa từng thủ vai trong các bộ phim điện ảnh võ thuật như bom tấn Hồng Kông Thiếu Lâm Tự (1982), Thiếu lâm tiểu tử (1984), Nam Bắc Thiếu lâm (1986), Phương Thế Ngọc II (1993) và Tam quốc chí: Rồng tái sinh (2008). Ông còn được biết đến với vai nhân vật Đoàn Diên Khánh trong Thiên long bát bộ chuyển thể từ tiểu thuyết cùng tên của nhà văn Kim Dung. Ông thường được xếp nằm trong top 5 đại cao thủ chuyên đóng phản diện bên cạnh Châu Tỷ Lợi, Trâu Triệu Long, Vu Thừa Huệ và Lương Tiểu Long.

## Tiểu sử
Kế Xuân Hoa sinh 20 tháng 7 năm 1961 tại Hàng Châu, Chiết Giang. Bắt đầu học võ thuật từ nhỏ, ông là thành viên của hội võ thuật chuyên nghiệp tỉnh Chiết Giang. Sau một lần bị ốm nặng hồi nhỏ Kế Xuân Hoa đã bị mắc bệnh lạ rụng tóc và lông mày, không có cách nào chữa trị. Nam diễn viên này kể, "Ngày đó, tôi không thể hiểu tại sao mình không còn tóc hay lông mày như mọi người. Ra đường, tôi chỉ sợ bạn bè chê cười... Một thời gian dài, tôi đội tóc giả, gắn lông mày giả. Sau này, tôi tự an ủi bản thân phải sống chung với bệnh tật. Cũng có người động viên nói đầu trọc và không lông mày giúp tôi thành công hơn". Thông tin về đời tư của Kế Xuân Hoa rất ít trên mặt báo, nhưng nhiều nguồn tin cho biết nam diễn viên này đã kết hôn và có một cô con gái. Ông không ở lại cùng vợ con ở nước ngoài mà tiếp tục ở lại Trung Quốc để phát triển sự nghiệp.

## Sự nghiệp
Kế Xuân Hoa khởi nghiệp diễn xuất trong bộ phim võ thuật bom tấn Hồng Kông Thiếu Lâm Tự (1982); ông được tuyển vai sau khi lọt vào mắt xanh của đạo diễn phim là Trương Hâm Viên. Ông tiếp tục xuất hiện trong các phần tiếp theo của Thiếu lâm Tự là Thiếu lâm tiểu tử (1984) và Nam Bắc Thiếu lâm (1986). Năm 2003, ông chuyển sang đóng truyền hình khi thủ vai nhân vật đệ nhất ác nhân Đoàn Diên Khánh trong Thiên long bát bộ (2003) do Trương Kỷ Trung sản xuất và gây ấn tượng mạnh với khán giả. Từ 2005–2008, Kế Xuân Hoa tham gia cùng Nguyên Bưu và Lương Gia Nhân trong loạt phim truyền hình mang tên Thiếu lâm tự truyền kì, phần một ông thủ vai Tôn Bá, và phần hai ông đóng Vương Nhân Tắc.
Trong suốt sự nghiệp, Kế Xuân Hoa luôn bị gán với những vai ác, đến nỗi Tân Hoa Xã từng nhận định rằng, vì ngoại hình hung dữ nên dù được đánh giá cao về diễn xuất nhưng ông vẫn không được giao vai hiền lành. Những lần hiềm hoi ông thoát đóng vai ác là vai diễn trong phim điện ảnh Ma ảnh thần bút và bộ phim truyền hình 30 tập Long hiệu cơ xa. Mãi đến năm 2014, sau 32 năm diễn xuất, Kế Xuân Hoa mới một lần hóa thân người tốt khi thủ vai Lôi Đình trong Kim Âu (2014) của đạo diễn Điền Thất, đây cũng là vai chính diện đầu tiên trong sự nghiệp của ông.
Năm 2008, Kế Xuân Hoa được nhà nước vinh danh vì những cống hiến cho nền võ thuật nước nhà.

## Qua đời
Ngày 11 tháng 7 năm 2018, Kế Xuân Hoa đã qua đời sau 3 tháng chống chọi với căn bệnh ung thư phổi giai đoạn cuối. Lễ tang của ông được tổ chức tại Nhà tang lễ Hàng Châu. Lễ tang của ông có sự góp mặt của diễn viên Trần Long, đạo diễn-nhà sản xuất Trương Kỷ Trung và võ sư Trần Gia Anh.

## Danh sách phim

### Điện ảnh
| Năm  | Tên phim                                     | Vai diễn                      | Ghi chú    |
| ---- | -------------------------------------------- | ----------------------------- | ---------- |
| 1982 | Thiếu Lâm Tự (少林寺)                        | Thốc Ưng                      |            |
| 1984 | Thiếu lâm tiểu tử (少林小子)                 | one-eyed bandit               |            |
| 1986 | Năm Bắc Thiếu lâm (南北少林)                 | Lord He's bodyguard           |            |
| 1987 | Cao lương đỏ (紅高粱)                        | Pu Sanbao                     |            |
| 1988 | Yellow River Fighter (黄河大俠)              | Lord Liu                      |            |
| 1989 | Stealing Is No Crime (我愛賊阿爸)            |                               |            |
| 1990 | Slaughter in Xian (西安殺戮)                 |                               |            |
| 1991 | Red Fists (聯手警探)                         | Panjiu                        |            |
| 1992 | Deadend of Besiegers (武林聖鬥士)            | Japanese pirate               |            |
| 1993 | Phương Thế Ngọc II (方世玉續集)              | Yu Chun-hoi (Diêu Trấn Hải)   |            |
| 1993 | Kung Fu Vampire (湘西屍王)                   |                               |            |
| 1993 | Fist From Shaolin (黃飛鴻之男兒當報國)       | Master Eleven                 |            |
| 1993 | White Lotus Cult (白蓮邪神)                  | Cult Leader Chan              |            |
| 1994 | Hồng Hy Quan (洪熙官)                        | Poison Juice Monster          | uncredited |
| 1996 | Tai Chi II (太極拳)                          | Da Bu Liang                   |            |
| 2002 | The Era of Vampires (殭屍大時代)             | Master Mao Shan               |            |
| 2006 | Gia đình công phu (野蠻秘笈)                 |                               |            |
| 2007 | Legend of Twins Dragon (雙龍記)              |                               |            |
| 2008 | Tam quốc chí: Rồng tái sinh (三國之見龍卸甲) | Tướng tiên phong của Tào Tháo |            |
| 2010 | Kung-fu Master (功夫大師)                    |                               |            |
| 2011 | Empire of Assassins (刺客帝國)               | Wang's thug                   |            |
| 2015 | Kim Âu                                       | Lôi Đình                      |            |
| 2015 | The Spirit of the Swords                     |                               |            |

### Truyền hình
| Năm     | Tên phim                                 | Vai diễn        | Ghi chú |
| ------- | ---------------------------------------- | --------------- | ------- |
| 2002    | Thiếu Lâm võ vương (少林武王)            | Đàm Phi         |         |
| 2003    | Thiên long bát bộ (天龍八部)             | Đoàn Diên Khánh |         |
| 2004    | Liên thành quyết (連城訣)                | Xuedao Laozu    |         |
| 2005    | Trail of the Everlasting Hero (俠影仙蹤) | Shi Kongchen    |         |
| 2006    | Tiết Nhân Quý truyền kỳ (薛仁貴傳奇)     | Yeon Gaesomun   |         |
| 2006    | Thất kiếm (七劍下天山)                   | Xin Longzi      |         |
| 2006/07 | Vịnh Xuân quyền (詠春)                   | Thường Quân Lôi |         |
| 2008    | Thiếu lâm tự truyền kì (少林寺傳奇)      | Tôn Bá          |         |
| 2010    | Thiếu lâm tự truyền kì 2 (少林寺傳奇2)   | Vương Nhân Tắc  |         |
| 2011    | Thủy hử (水滸傳)                         | Loan Đình Ngọc  |         |
| 2014    | Lộc đỉnh ký (鹿鼎記)                     | Hải Đại Phú     |         |